# Werner Schneider
Werner Schneider, född 26 november 1935 i Schweiz, död 14 november 2021 i Basel, var en schweizisk fysiker och datorforskare. 
Han kom till Sverige 1959 och disputerade 1963 i fysik (datafysik) i Uppsala: "Applications of digital computer techniques to theoretical investigations and to the analysis of experimental data in nuclear spectroscopy". År 1963 återvände han till Schweiz och blev biträdande professor i teknisk fysik. År 1965 flyttade han tillbaka till Uppsala, som professor emeritus. Schneider var bland annat chef för Uppsala Datacentral (UDAC) från dess start 1965 till 1995. Schneider talade  flytande schwyzerdütsch, tyska, engelska, franska, svenska och portugisiska. Ett av hans barnbarn heter Tage Schneider.

## UDAC
Under sin tid på UDAC var Schneider en av ledarfigurerna vid utvecklingen av datorstöd inom den medicinska sektorn, särskilt inom områden som kliniska laboratorier, radiofysik, patientjournaler, tandvård, läkemedel och olika typer av hälsokontroller. Ur ett internationellt perspektiv var verksamheten i Uppsala bland de ledande i världen inom området medicinsk informatik och telematik från andra hälften av 1960-talet. Detta föranledde Världshälsoorganisationen, WHO, att 1980 utse UDAC till sitt första ”WHO Collaborating Center in Medical Informatics”, med Werner Schneider som ledare.
Han gjorde även betydande insatser vid utvecklingen och driften av datasystem för personal-, ekonomi- och studieadministration inom Uppsala läns landsting och Uppsala universitet. Systemen för universitetets studie- och personaladministration vidareutvecklades till de för samtliga svenska universiteten och högskolor gemensamma system, som under många år kördes centralt på UDAC:s maskinpark.
Schneider startade 1974 en utvecklingssektion inom UDAC för att ta fram en prototypen för en relationsdatabas, RAPID. Första versionen av RAPID sattes i drift i olika system 1974–1975. För att undvika en varumärkeskonflikt döptes RAPID 1977 om till Mimer. (Nuvarande Mimer SQL.)
I samband med utvecklingen av datorstöden inom det medicinska området, framförallt inom den kliniska kemin och radiofysiken, blev Werner Schneider alltmer uppmärksam på betydelsen av dessa stöds ”användarriktighet”. Stöden skulle med andra ord underlätta, förbättra och utvidga den mänskliga verksamheten. Under andra hälften av 1970-talet började han därför att bygga upp en kompetens inom UDAC med avseende på människa-datorinteraktion. Detta ledde till ett flerårigt mycket givande samarbete med Psykologiska institutionen vid Uppsala universitet med internationellt uppmärksammade innovationer som följd.
Uppsala universitet beslutade under 1985 att från 1987 överföra denna verksamhet till en särskild organisatorisk enhet, det nyinrättade Centrum för studium av människan och datorn, CMD, med Werner Schneider som professor och ledare. 
Från och med 1998 ingick CMD i Institutionen för informationsvetenskap vid Uppsala universitet. 

## Forskning och befattningar
Bland Werner Schneiders anställningar och utmärkelser märks:
- 1961–1963 ledare för matematikmaskingruppen vid Uppsala Universitet.
- 1963–64 biträdande professor i teknisk fysik vid schweiziska ETH.
- 1965–95 chef för UDAC.
- 1970–2003 vetenskaplig rådgivare för Socialstyrelsen inom databehandlingsområdet.
- 1980–95 chef och främsta utredare vi UDAC, "WHO Collaborating Center inom medicinsk informatik vid UDAC", Uppsala.
- 1987–97 professor inom människa-datorinteraktion och chef för CMD (Centrum för studium av människan och datorn) vid Uppsala universitet.
- 1997–2000 adjungerad professor i IT och media vid Mitthögskolan.
- 1998–2000 professor inom människa-datorinteraktion vid Institutionen för informationsvetenskap (DIS), Uppsala universitet.
- 2001–2003 professor vid Portugals Katolska universitet.
- 2003–2007 co-projektledare för det EU-stödda projektet ”Den digitala regionen Viseu”.

Åren 1997–2005 var Schneider adjungerad professor i IT och media vid Mitthögskolan. Han arbetar numera[när?] bland annat på institutionen för informatik och data vid Uppsala universitet och har där ägnat sig åt interaktion mellan människa och dator. Han organiserade också om och datoriserade brandförsvaret i Portugal.[källa behövs]